# Mońki
Mońki – miasto w województwie podlaskim, w powiecie monieckim, siedziba gminy miejsko-wiejskiej Mońki. W latach 1975–1998 miasto administracyjnie należało do województwa białostockiego.

## Historia

### Do końca II wojny światowej
Wieś Mońki założona została na początku XVI w. przez ród Mońków, jako zaścianek szlachecki, który w 1535 r. otrzymał Mikołaj Kaczorowski. W okresie staropolskim znajdowały się w ziemi bielskiej. Na skutek rozbiorów od 1795 roku znajdowała się w zaborze pruskim, a od 1815 w zaborze rosyjskim. W 1881 r. zbudowano stację kolejową, przy której powstało niewielkie osiedle. Zawdzięczało ono pewne znaczenie obecności pobliskich koszar rosyjskich (znajdujących się w Hornostajach). 

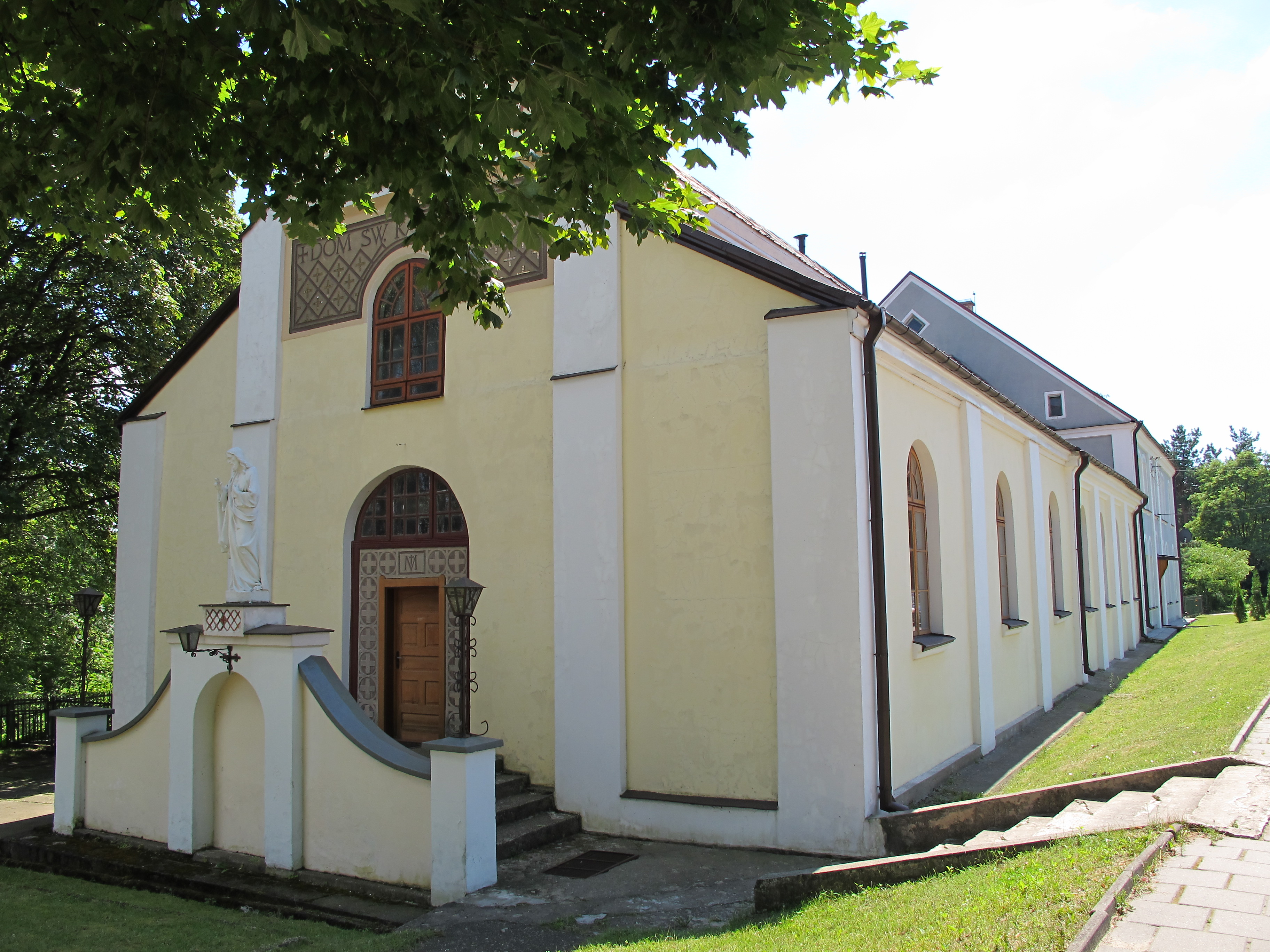
Kaplica św. Kazimierza w Mońkach, dalej – plebania

W 1914 w Mońkach miała miejsce dyslokacja 62 Suzdalskiego pułku piechoty. Podczas I wojny światowej Niemcy (8 Armia) oblegli pobliską twierdzę w Osowcu, używając gazów bojowych (chloru), jednak zabudowania w samych Mońkach nie zostały zniszczone. Spis ludności z 1921 wyodrębniał folwark, stację i wieś o nazwie Mońki, które łącznie liczyły 212 mieszkańców i 35 budynków mieszkalnych. W okresie międzywojennym Mońki znalazły się w gminie Kalinówka w powiecie białostockim. Stały się siedzibą parafii, a w latach 1921–1935 wybudowano neobarokowy kościół projektu Stefana Szyllera. Pierwszym proboszczem został od 22 grudnia 1920 r. ks. Mieczysław Małynicz-Malicki. Powstał dworzec kolejowy, działała szkoła powszechna oraz rozwijał się handel i przetwórstwo spożywcze. Wzrost osady skutkował pomysłem uporządkowania jej zabudowy, a także uwzględnianiem w rozważaniach nad przyszłością województwa białostockiego.
Wraz z wybuchem II wojny światowej i zajęciem wschodnich ziem Polski przez ZSRR, w Mońkach utworzono wydział NKWD. Wieś stała się też siedzibą rejonu monieckiego, jednak wkrótce przeniesiono ją do Knyszyna. W czasie okupacji niemieckiej zainstalowano tu jeden z punktów dowodzenia. Podczas wycofywania się z tego rejonu, hitlerowcy wysadzili moniecki kościół parafialny. Mońki zostały zdobyte 12 sierpnia 1944 roku przez wojska 49 Armii gen. lejt. I. Griszina w ramach tzw. „operacji osowieckiej”.

### Po 1945 roku

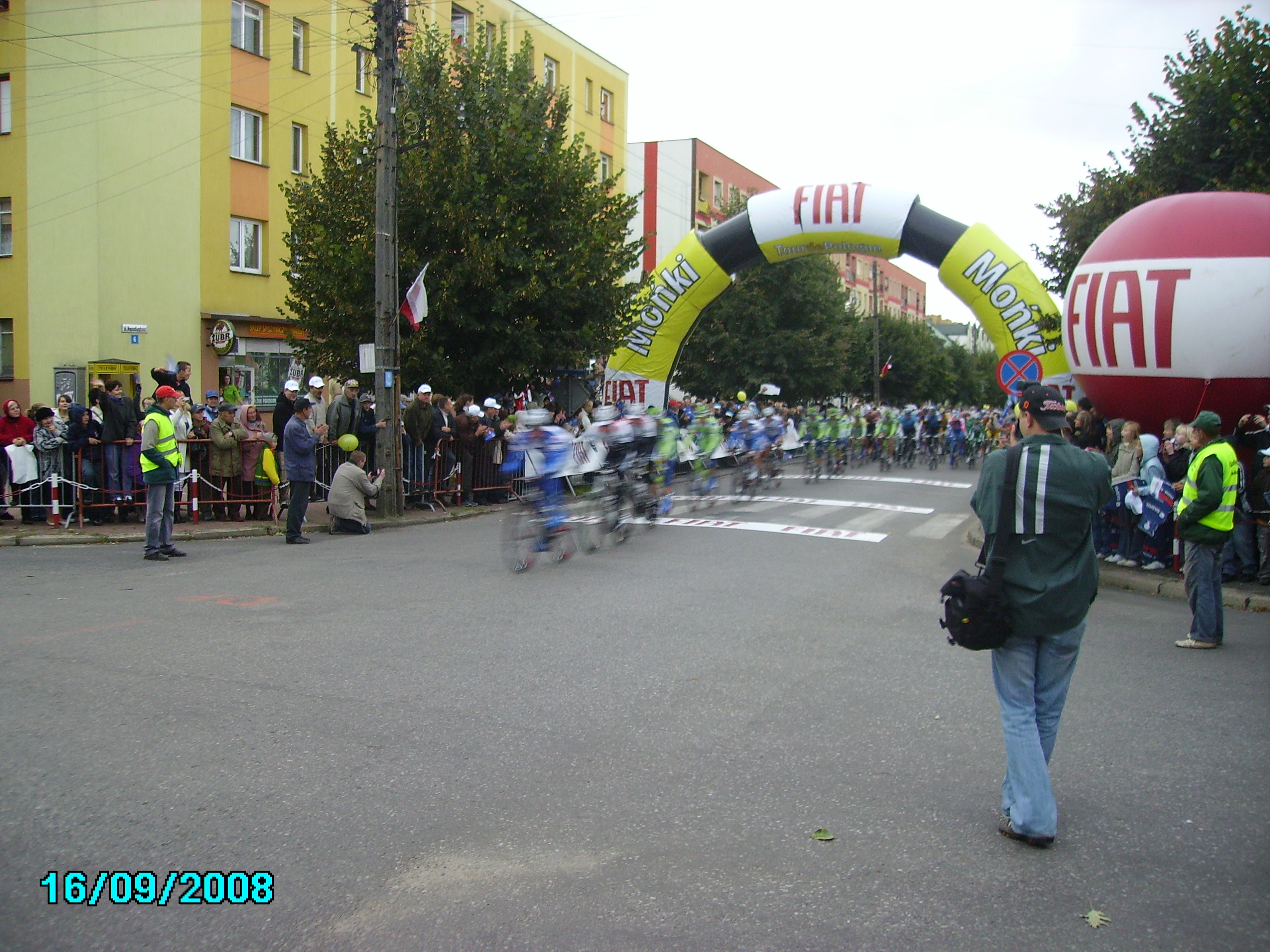
Lotna premia na al. Niepodległości w Mońkach - 3 etap Tour de Pologne 2008 (Mikołajki -> Białystok dn. 16.IX.2008)

Po wojnie w miejscowości znalazły tymczasową siedzibę władze gminy Goniądz, mimo że osada była częścią gminy Kalinówka. W latach 1954–1975 Mońki były siedzibą powiatu, mimo że prawa miejskie uzyskały dopiero 1 stycznia 1965 r. W 1958 roku Przewodniczącym Prezydium Powiatowej Rady Narodowej został Czesław Gartych. Wraz ze stworzeniem w Mońkach centrum powiatowego, rozpoczął się ich szybszy rozwój. Rozpoczęto brukowanie ulic, wznoszenie bloków i budynków użyteczności publicznej. Od 1964 w mieście funkcjonuje liceum ogólnokształcące (obecnie im. Cypriana Kamila Norwida). W maju 1972 powstała z połączenia spółdzielni mleczarskich w Dolistowie i Krypnie, Moniecka Spółdzielnia Mleczarska. W 1983 roku powstał Zakład Montażu Elementów Dyskretnych UNITRA CEMI. W 1987 roku miały miejsce uroczystości diecezjalnego przyjęcia kopii cudownego obrazu Matki Boskiej Częstochowskiej z udziałem kardynałów i biskupów. Od reformy administracyjnej w 1999 r. stanowią ponownie siedzibę powiatu.

## Symbole
Mońki znane były z uprawy ziemniaków, a kwiat tych warzyw znalazł się w herbie miasta. Od roku 1977 organizowane było Święto Ziemniaka. W 2008 roku wydarzenie reaktywowano w nowej formule jako „Święto Ziemniaka w Mońkach. Kresowy Jarmark Produktów Kresowych i Ekologicznych”.
Mońki w czasach PRL-u były miejscem emigracji zarobkowej do USA. Obecnie posiadają w tym kraju liczną Polonię, szczególnie w Chicago. Z tego powodu w regionie, jak również wśród amerykańskich Polonusów znane są dowcipy związane z tym faktem.

## Architektura i urbanistyka
Intensywny rozwój Moniek przypadł na czas po II wojnie światowej, związany z utworzeniem tu powiatu. Istnieją jedynie nieliczne obiekty sprzed tego okresu. Należą do nich przede wszystkim budynki związane z osadą kolejową i parafią: neobarokowy kościół Matki Bożej Częstochowskiej i św. Kazimierza, zbudowany w latach 1921–1935 według projektu Stefana Szyllera, odbudowany w latach 1947 oraz 1957-1966 oraz z kaplica z plebanią, a także budynek dworca kolejowego. Natomiast okres budowy miasta skutkował powstaniem licznych bloków oraz prostych budynków modernistycznych, które dominują w zabudowie.

### Układ przestrzenny

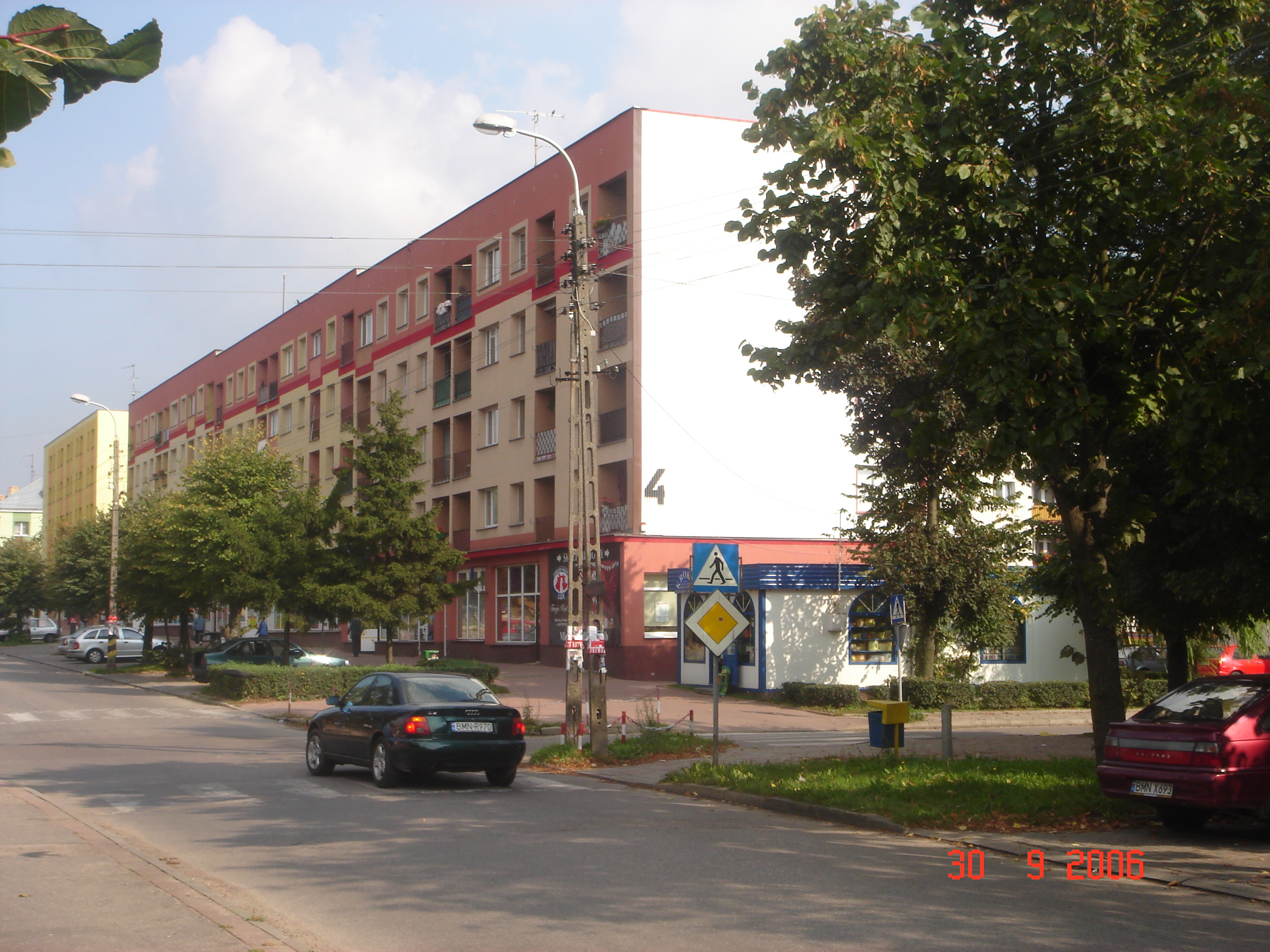
Centrum miasta

Układ Moniek można uważać za rozwiązanie wzorowego miasteczka socjalistycznego. Nie ma rynku, jako centralnego punktu (handel odbywa się do dziś na targowisku oddalonym od centrum). Główną ulicą miasta jest Aleja Niepodległości, w pobliżu której zlokalizowane są: Powiatowa Komenda Policji, poczta, jeden z budynków starostwa, pomniki i skwer (im. Czesława Gartycha) z fontanną oraz bloki z wydzieloną przestrzenią handlowo-usługową. W części północno-zachodniej rozmieszczone są obiekty przemysłowe. Na północy miasta rozwija się zabudowa jednorodzinna, zbliżająca się do pobliskich wsi. Wschodnią część miasta tworzy osiedle bloków (tzw. Maliny), wraz z amfiteatrem i parkiem (tzw. Gaj). Na południowym wschodzie znajdują się wyraźnie odrębne zabudowania dawnej wsi Mońki, oddzielone od ścisłej zabudowy miasta. Na południe od centrum położona jest mleczarnia. Na południowym zachodzie dominuje zabudowa jednorodzinna, znajduje się tam cmentarz i obiekty przemysłowo-handlowe.

## Demografia

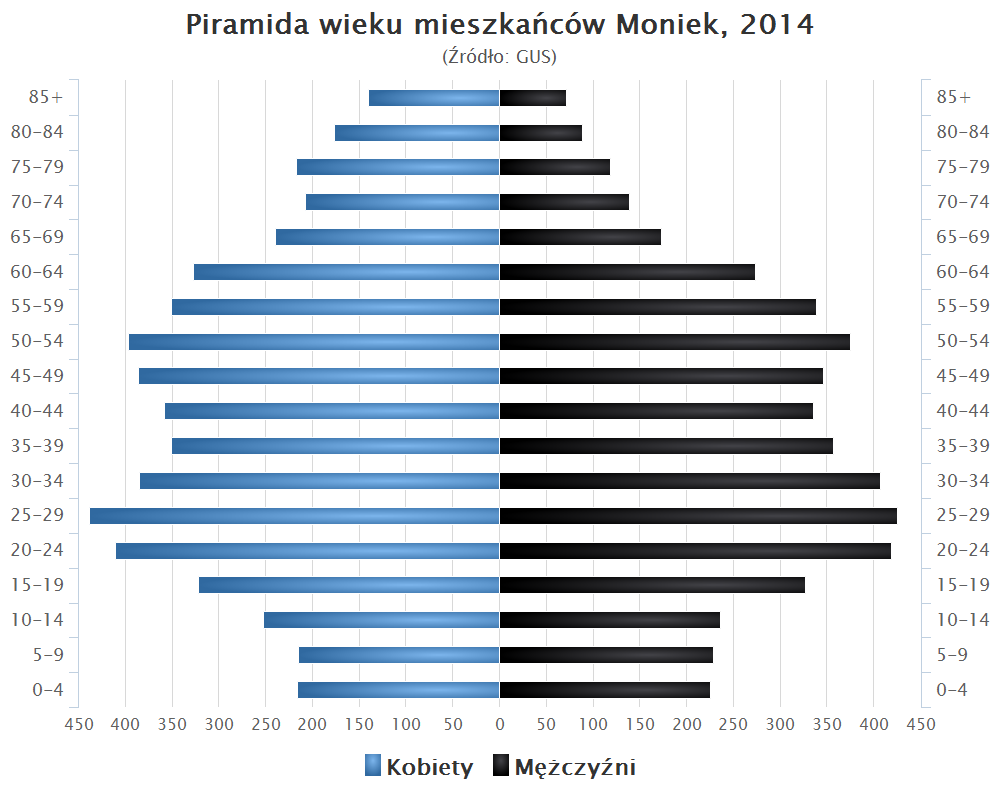
Piramida wieku mieszkańców Moniek w 2014 roku

## Gospodarka

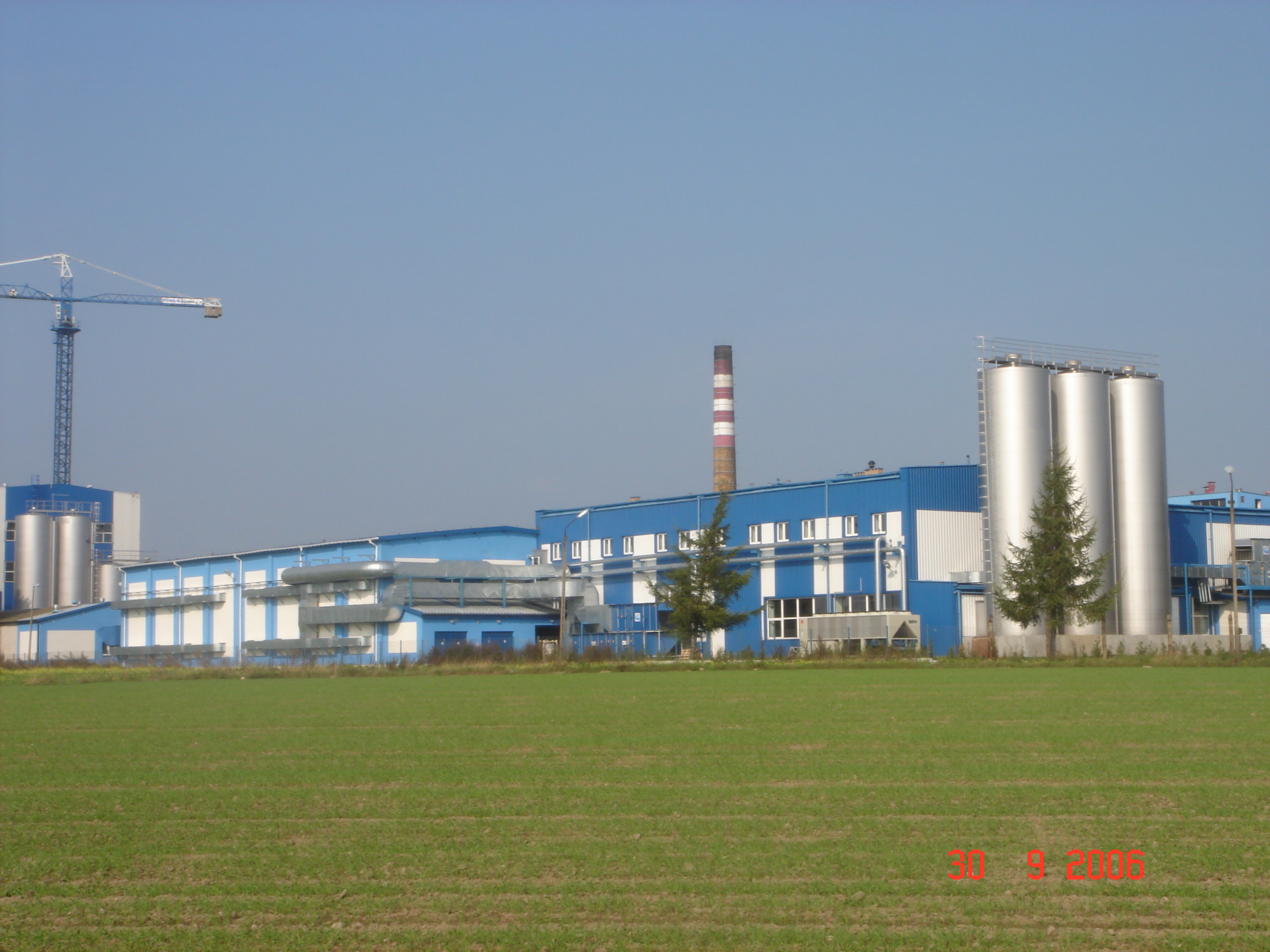
Mleczarnia w Mońkach

W Mońkach rozwinął się przemysł spożywczy, mający powiązania z gospodarstwami rolnymi powiatu. Największym zakładem w mieście jest mleczarnia „MSM Mońki”, specjalizująca się w produkcji serów twardych typu holenderskiego i szwajcarskiego. Ponadto w Mońkach i okolicach istnieje jeszcze pewna liczba pomniejszych zakładów przemysłowych, związanych głównie z przemysłem spożywczym (dojrzewalnia serów, piekarnie, zakłady mięsne). Znaczną część gospodarki miasta stanowią również usługi i handel. W mieście znajduje się biuro Agencji Restrukturyzacji i Modernizacji Rolnictwa. W roku 1975 Mońki zostały wyróżnione ogólnopolskim tytułem „Mistrza gospodarności”.
W czasie PRL-u największym zakładem był Zakład Produkcji Elementów Dyskretnych „UNITRA” CEMI, został on zamknięty na początku lat dziewięćdziesiątych.

## Transport

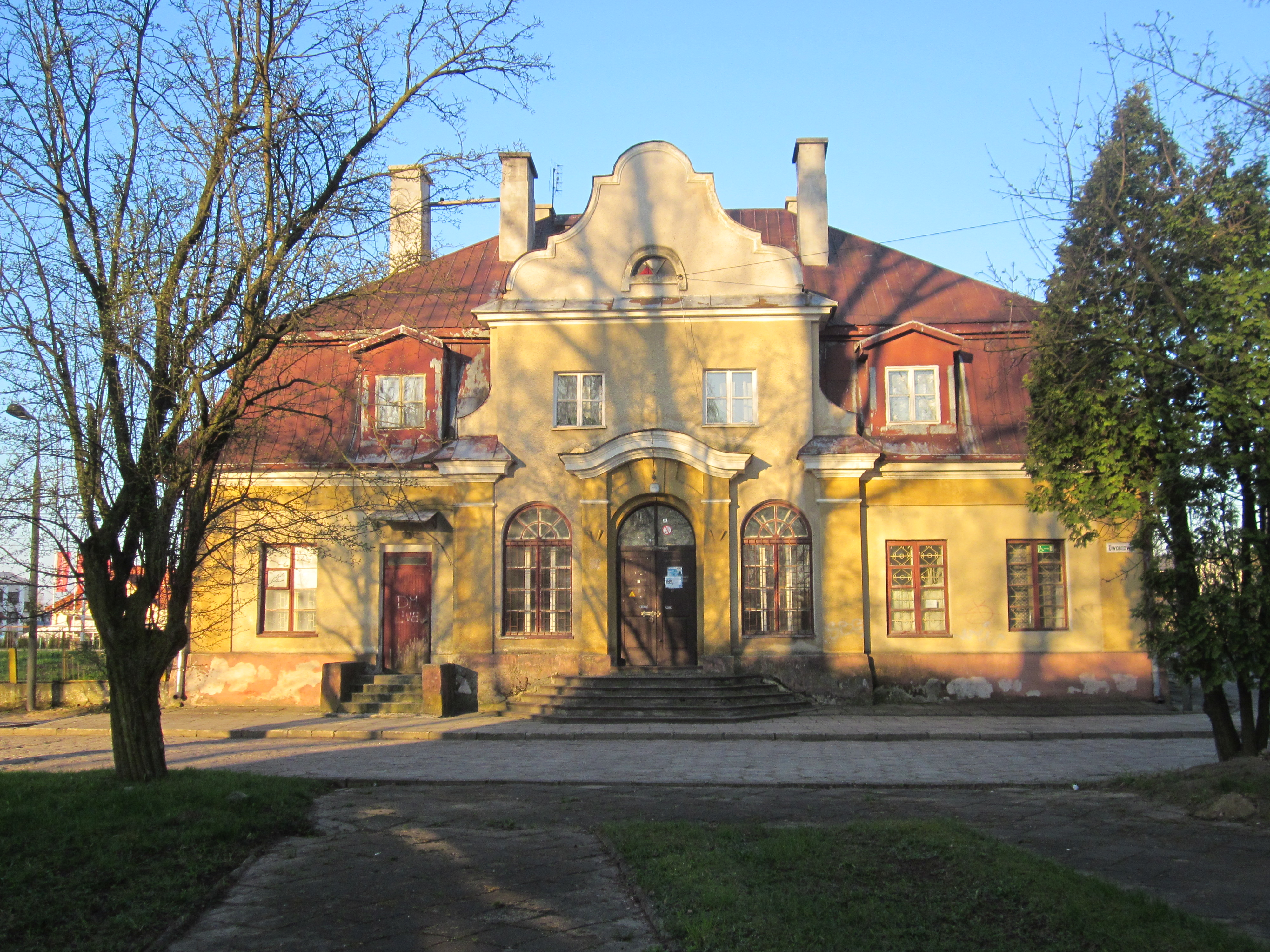
Stacja kolejowa w Mońkach

Rozwój Moniek był bezpośrednio związany z położeniem w pobliżu linii kolejowej Białystok – Królewiec. Źródła podają, że już w okresie międzywojennym miejscowość miała dostęp także do połączenia autobusowego.
Przez miasto przebiega, jako ulice Białostocka i Ełcka, droga krajowa nr 65, łącząca Mońki z Grajewem, Knyszynem i Białymstokiem. Drogi powiatowe stanowią połączenie z siedzibami gmin powiatu: Trzciannem, Goniądzem, Krypnem Kościelnym i Jaświłami.

### Transport autobusowy
Blisko stacji kolejowej, znajduje się dworzec PKS. Mońki połączone są liniami autobusowymi przede wszystkim PKS Białystok oraz prywatnego Kuriera Jankowscy (do Goniądza oraz przez Knyszyn do Białegostoku). Pojedyncze linie obsługują też inni przewoźnicy.

### Transport kolejowy
Przez Mońki przebiega linia kolejowa nr 38, po której kursują pociągi osobowe relacji Białystok – Ełk, jak również pociągi dalekobieżne.

## Oświata
Pierwsza szkoła istniała już przed II wojną światową, miało uczęszczać do niej ponad dwustu uczniów. W czasie okupacji radzieckiej istniała tzw. Niepełna Szkoła Średnia, natomiast po zajęciu wsi przez Niemców organizowano tajne nauczanie.
W Mońkach znajduje się kilka placówek edukacyjnych, od nauczania przedszkolnego po średnie. Należą do nich przedszkole samorządowe oraz prywatne.
Istnieją także dwie szkoły podstawowe:
- SP Nr 1 im Jana Pawła II (dawna SP Nr 3) przy ulicy Planetarnej 13. Wraz ze szkołą muzyczną pierwszego stopnia tworzą zespół szkół.
- SP Nr 2, im. Jana Kochanowskiego (dawna SP Nr 1) przy ulicy Tysiąclecia.

W 1999 roku w miejscu poprzedniej Szkoły Podstawowej nr 1 im. Mikołaja Kopernika (położonej przy ulicy Leśnej) utworzono Gimnazjum (obecnie budynek należy do Szkoły Podstawowej Nr 2). Jedyną publiczną szkołą średnią jest Zespół Szkół Ogólnokształcących i Zawodowych, składający się z Liceum Ogólnokształcącego im. Cypriana Kamila Norwida w Mońkach (położonego w centrum miasta przy ul. Tysiąclecia) oraz Zespołu Szkół Zawodowych (przy ul. Szkolnej). Istnieje także prywatne Centrum Edukacji MENTOR, w którego skład wchodzą: gimnazjum oraz liceum ogólnokształcące, Szkoła Policealna dla Dorosłych i Podlaski Ośrodek Kształcenia Nauczycieli.
W mieście funkcjonuje Biblioteka Publiczna oraz jej oddział dla dzieci i młodzieży, a także Filia Biblioteki Pedagogicznej CEN w Białymstoku.

## Kultura

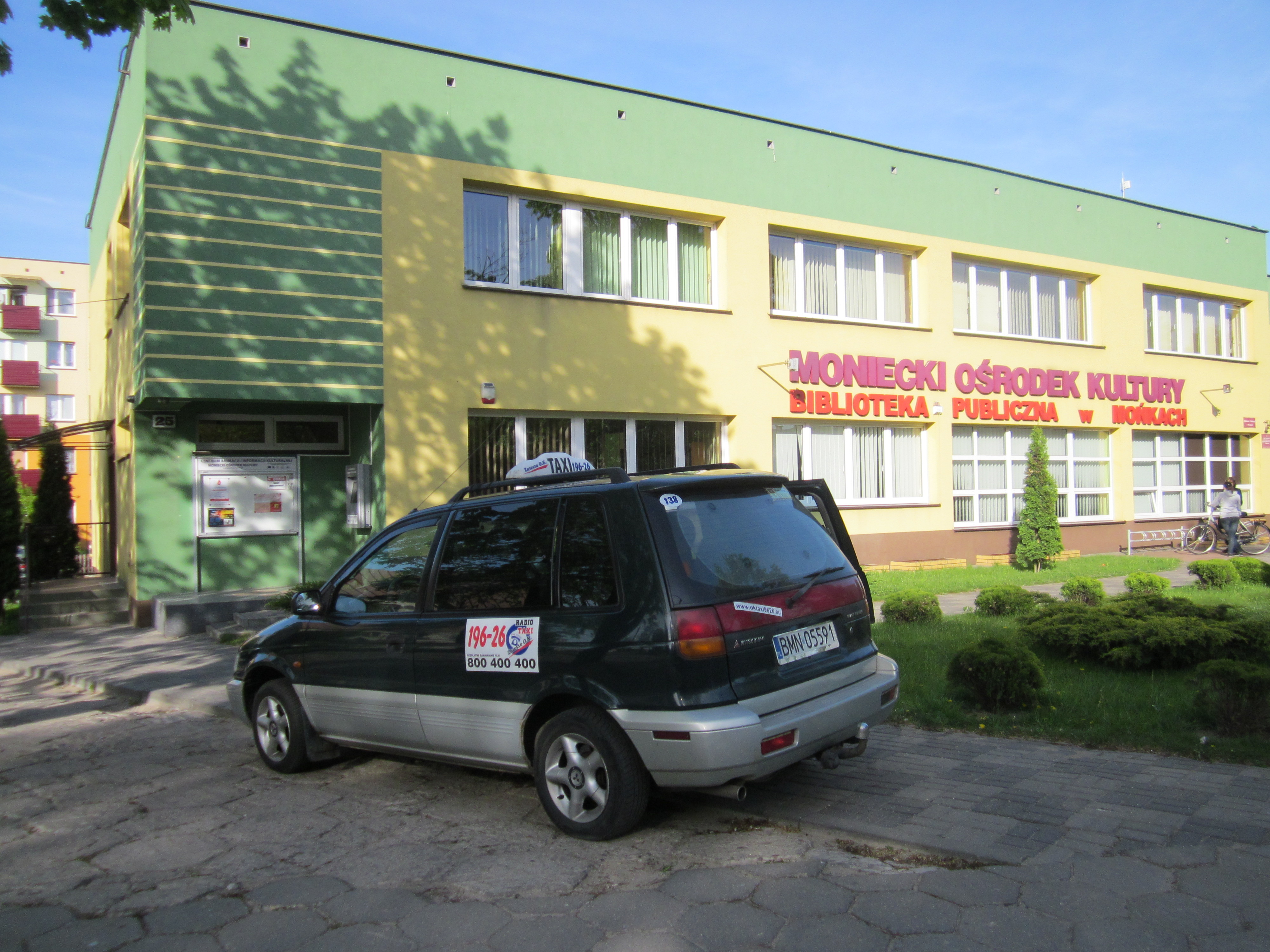
MOK – Moniecki Ośrodek Kultury

W Mońkach znajduje się amfiteatr, w którym odbywa się większość plenerowych imprez i koncertów. Organizowaniem imprez kulturalnych i bieżącą działalnością w tym zakresie zajmuje się Moniecki Ośrodek Kultury. Niektóre nich to coroczne „Dni Moniek”, „Dobre Granie” – Festyn Muzyki Chrześcijańskiej oraz „Wojewódzki Przegląd Poezji Śpiewanej im. Jacka Kaczmarskiego”.

## Sport i rekreacja

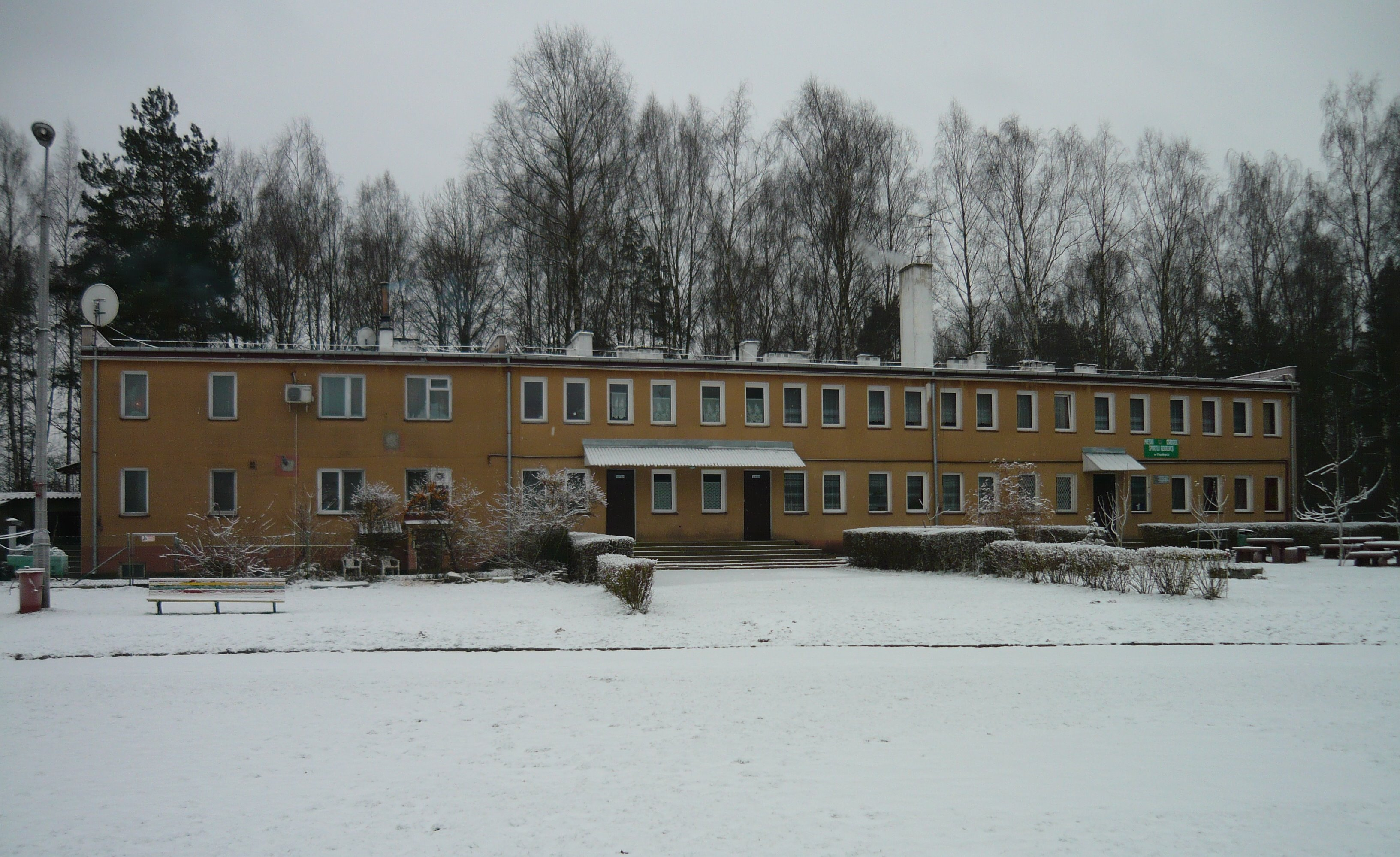
Budynek klubu Promień Mońki

Od 2006 funkcjonuje kryta pływalnia, która zastąpiła poprzednią. W 2009 roku oddano do użytku dwa boiska – jedno, wielofunkcyjne w ramach programu Orlik 2012 (11 maja), drugie z programu „Blisko – Boisko” (25 czerwca).
Na miejscowym stadionie MOSiR-u rozgrywa swoje mecze Ludowy Klub Sportowy Promień Mońki, założony 14 marca 1963 roku. Obecnie występuje on w IV lidze piłkarskiej, w grupie podlaskiej. Jako barw klubowych używa on kolorów żółtego, czerwonego i zielonego.
W 2007 roku założony został Międzyszkolny Uczniowski Klub Sportowy GIM-NET Mońki. Od 2002 roku w mieście corocznie odbywają się Wiosenne Biegi Uliczne.

## Religia

### Wspólnoty wyznaniowe

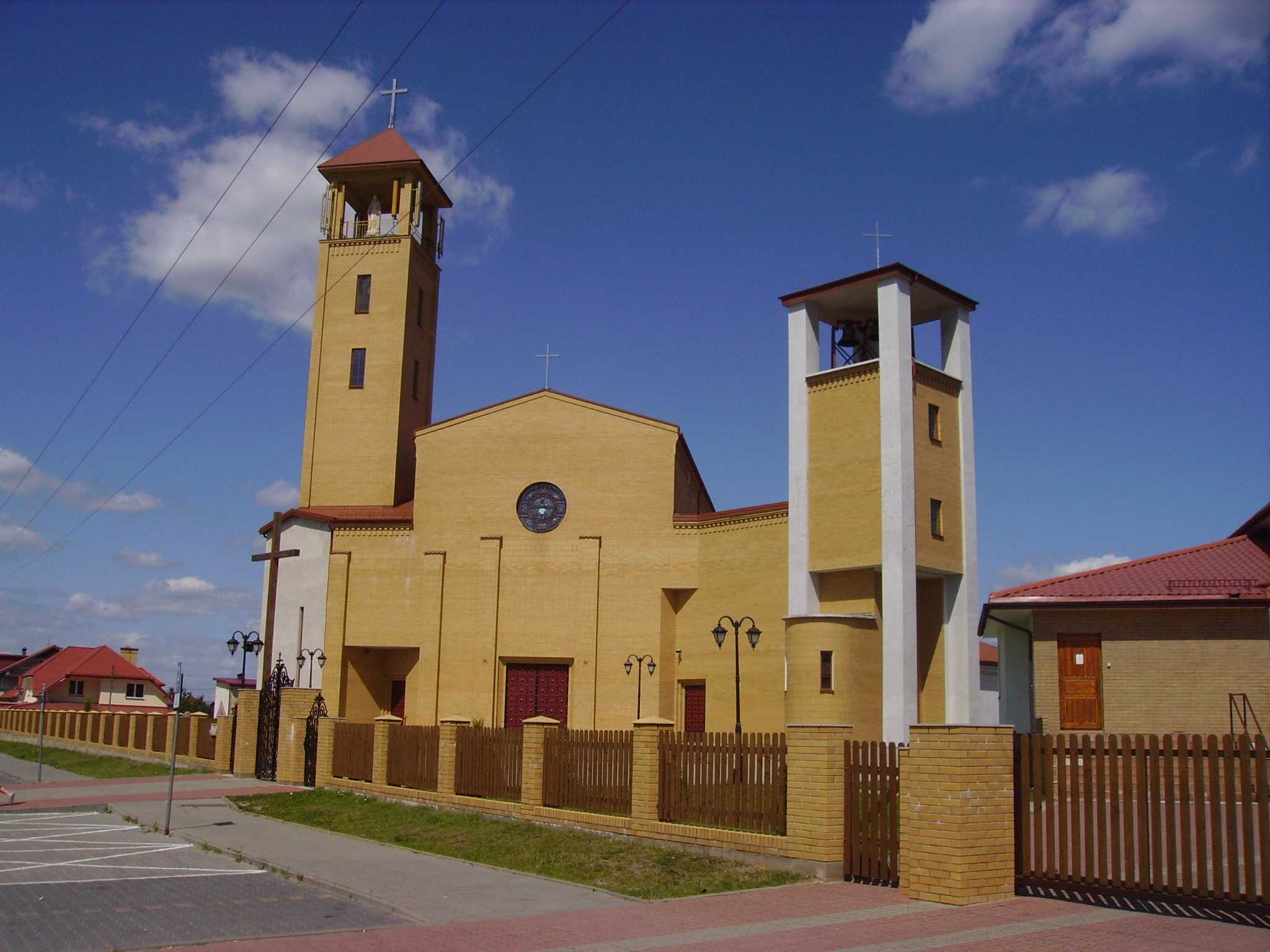
Kościół pw. św. Brata Alberta Chmielowskiego

Na terenie miasta działalność religijną prowadzą następujące związki wyznaniowe:

#### Kościół Boży w Chrystusie
- Centrum Chrześcijańskie „Emmanuel”[17]

#### Kościół rzymskokatolicki
Mońki są stolicą dekanatu monieckiego, w mieście znajdują się 2 parafie:
- parafia MB Częstochowskiej i św. Kazimierza. Na jej terenie znajduje się także dom sióstr zakonnych św. Teresy od Dzieciątka Jezus[19].
- parafia św. Brata Alberta Chmielowskiego[20]

| Okres         | Jednostka administracyjna |
| ------------- | ------------------------- |
| ... – ...     | diecezja płocka           |
| ... – 1798 r. | diecezja wileńska         |
| 1798 – 1808   | diecezja wigierska        |
| 1808 – ...    | mohylewska                |
| 1849 – 1925   |                           |
| 1925 – 1992   | archidiecezja wileńska    |
| 1992 – ...    | diecezja białostocka      |
| ... – ...     | archidiecezja białostocka |

## Miejsca pamięci
- Pomnik „Chwała poległym za wolność i ojczyznę” w parku między ulicami Niepodległości i Wyzwolenia
- Pomnik pamięci walczących, umarłych i cierpiących w czasie II wojny światowej z okazji 60 – lecia jej wybuchu, na skwerze miejskim przy ulicach Niepodległości i Wyzwolenia
- Pomnik Jana Pawła II przy Kościele Matki Boskiej Częstochowskiej i Św. Kazimierza.
- Pomnik „Solidarności” przy ulicy Ełckiej
- Kamień pamiątkowy z tablicą z okazji 90. urodzin papieża Jana Pawła II, przy SP nr 1
- Głaz pamiątkowy z tablicą upamiętniający powstanie powiatu i budowę głównej ulicy Moniek (dawniej Manifestu Lipcowego), na skwerze miejskim przy skrzyżowaniu ulic Niepodległości i Tysiąclecia
- Tablica pamiątkowa przywrócenia samorządu, na urzędzie przy ul. Słowackiego

Tablica upamiętniająca 100 rocznicę odzyskania niepodległości

## Polityka

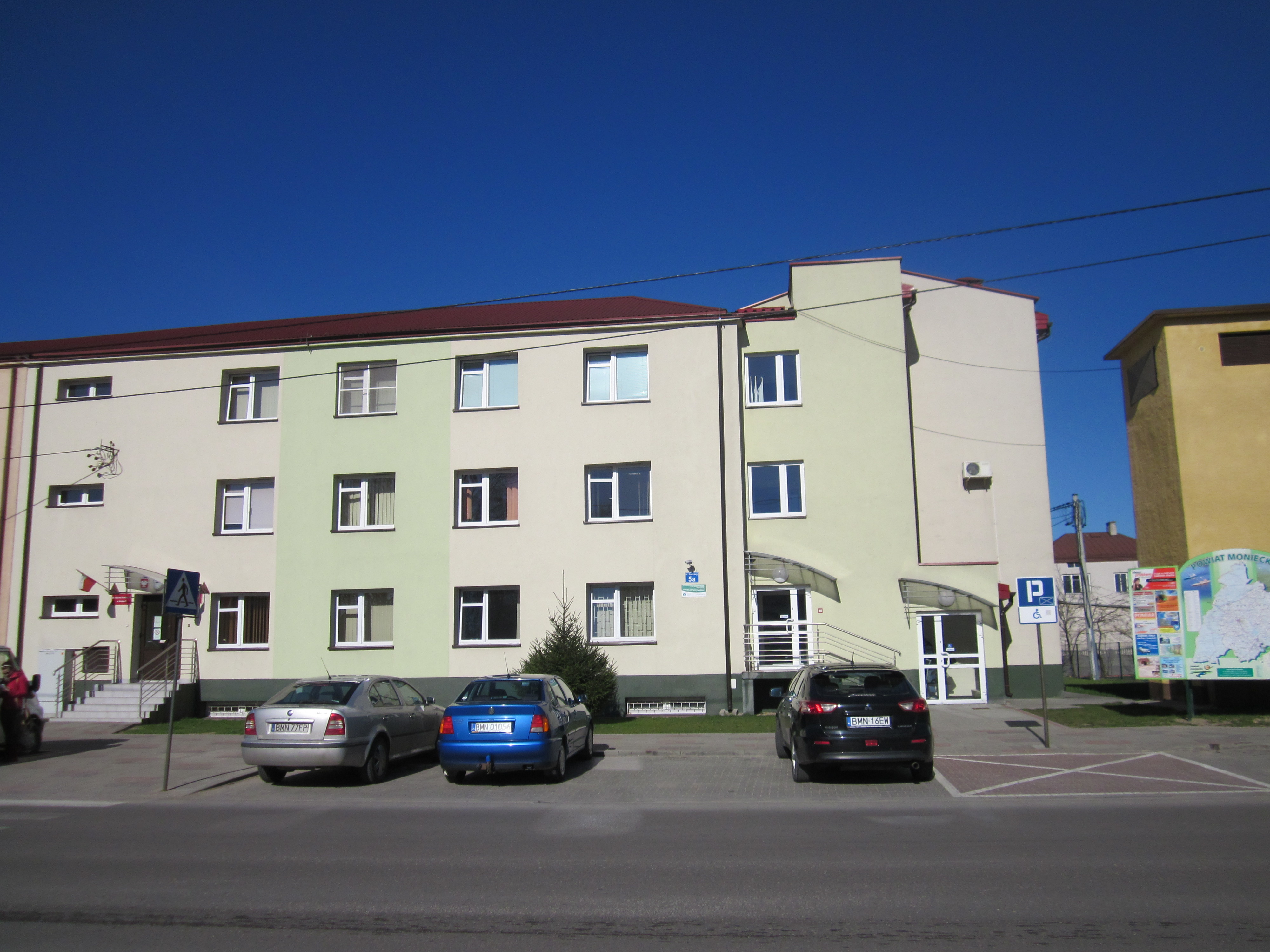
Starostwo Powiatowe w Mońkach

### Samorząd terytorialny
Od przywrócenia samorządu terytorialnego w Polsce Mońki są siedzibą gminy miejsko-wiejskiej, a od 1999 r. – także powiatu.
Burmistrzowie Moniek
- Mirosław Paniczko (od 1990 do 1994)
- Jan Stachurski (od 1994 do 1998)
- Zbigniew Męczkowski, Komitet Wyborczy Akcja Wyborcza Solidarność (od 1998 do 2006)
- Zbigniew Karwowski, Komitety Wyborcze Wyborców Samorządowe Porozumienie Prawicy (wybory 2006) oraz Chrześcijańskie Porozumienie Samorządowe (wybory 2010, 2014 i 2018).

W wyborach samorządowych w 2010 z miasta wybierano 10 radnych gminnych (na 15).

## Atrakcje turystyczne
- Magazyn kolejowy z ok. 1905 r.
- Dworzec kolejowy z lat 30. XX wieku
- Kościół Matki Boskiej Częstochowskiej i św. Kazimierza w Mońkach
- W okolicy – osada Osowiec-Twierdza, w której znajduje się siedziba Biebrzańskiego Parku Narodowego i pozostałości Twierdzy Osowiec z XIX wieku.
- Szlak rowerowy wokół Moniek: Mońki – Sikory – Kalinówka Kościelna – Przytulanka – Mońki